# Шабази, Шалом
Шалом Шабази (ивр. שלוֹם שבזי‎ 1619 — 1720) — выдающийся йеменский раввин, каббалист и поэт. Писал на иврите, арамейском и арабском языке.
Родился в городе Таиз, позже переехал в Сану.
Известен также как поэт благодаря своим многочисленным духовным песенным мотивам. Является одним из наиболее почитаемых руководителей йеменских евреев. Почитается в качестве праведника также и йеменскими мусульманами.
Мотив «Им ниналу делтей надивим» (ивр. אם ננעלו דלתי נדיבים‎), автором которого является Шавази, был использован Мадонной в песне «Isaac» и израильскими певицами Офрой Хаза и Гали Атари.